# Урахи
Урахите (на немски: Haus Urach, Grafen von Urach) са швабски благороднически род от 12 и 13 век с главна резиденция при Урах (днес Бад Урах в Баден-Вюртемберг). Графовете на Урах са роднини с графовете на Ахалм. От този род произлизат графовете на Фрайбург и графовете на Фюрстенберг.
Те произлзат от един Унруох (Unruoch) (вероятно от Унрох III от род Унруохинги). Около 1050 г. двамата братя Егино и Рудолф, с главно седалище при Детинген, си построяват замък Ахалм при Ройтлинген. Рудолф фон Ахалм и неговите наследници образуват там линията на графовете фон Ахалм, а наследниците на Егино I фон Детинген († 1050) построяват още един друг замък при Бад Урах. Хайнрих фон Урах († 1284) става през 1249 г. граф на Фрайбург, 1250 г. граф на Фюрстенберг и ландграф в Баар и заради липса на пари през 1265 г. продава замъка и повечето собствености на граф Улрих I от Вюртемберг. Линията Урах завършва със смъртта на Бертхолд Млади ок. 1261 г. (син на граф Егино V фон Урах). Урах става веднага част от Графство Вюртемберг.
Отново позване на титлата Урах
Вилхелмине фон Гревениц (1686–1744) през 1707 г. се омъжва (морганатичен брак) за херцог Еберхард Лудвиг от Вюртемберг и получава титлата графиня на Урах.
През 1867 г. се образува херцогската линия Дом Урах, клон на Дом Вюртемберг, с титлата херцог на Урах за граф Вилхелм фон Урах от Вюртемберг като Вилхелм I първият херцог фон Урах. Вилхелм Карл фон Урах (* 1810, † 1869) е избран през юли 1918 г. за крал на Княжество Литва, но през ноември му е отказано.